# Gaven Martin
Pour les articles homonymes, voir Martin.
Gaven John Martin (né le 8 octobre 1958) est un mathématicien néo-zélandais,. Il est professeur émérite de mathématiques à l'Université Massey, directeur du New Zealand Institute for Advanced Study, ancien président de la Société mathématique de Nouvelle-Zélande (de 2005 à 2007) et ancien rédacteur en chef du New Zealand Journal of Mathematics. Il est vice-président de la Royal Society of New Zealand [Mathematical, Physical Sciences Engineering and Technology. Ses recherches portent sur les applications quasi-conformes, la théorie de la régularité pour les équations aux dérivées partielles, et les liens entre la théorie des groupes discrets et la topologie en basses dimensions.

## Éducation et carrière
Martin est originaire de Rotorua, en Nouvelle-Zélande. Sa famille a déménagé à Henderson quand il avait onze ans, et il a fréquenté le lycée d'Henderson (en) puis l'Université d'Auckland (en tant que premier membre de sa famille élargie à aller à l'université), obtenant un BSc avec mention très bien en 1980 et un MSc avec distinction en 1981. Il est ensuite allé à l'Université du Michigan grâce à une bourse Fulbright achevant son doctorat en 1985 sous la direction de Frederick Gehring et remportant le Prix Sumner Byron Myers (en) pour la meilleure thèse de mathématiques de son année  et une bourse de la Fondation AP Sloan passée à l'Université technique de Berlin et à l'Université d'Helsinki.
Après des postes à court terme à l'Institut de recherche en sciences mathématiques de l'Université de Californie à Berkeley et en tant qu'instructeur Gibbs à l'Université Yale, Martin est devenu maître de conférences à l'Université d'Auckland en 1989, mais a quitté après un an pour faire de la recherche à l'Institut Mittag-Leffler en Suède et l'Institut des hautes études scientifiques en France. Peu de temps après son retour, on lui a donné une chaire personnelle à Auckland, ; quand il y a pris ses fonctions, il est devenu (à trente-deux ans) le plus jeune professeur titulaire en Nouvelle-Zélande,. Pendant plusieurs années suivantes, il a partagé son temps entre Auckland et l'Université nationale australienne,, mais en 1996, il a renoncé à la nomination australienne et est resté uniquement à Auckland . Il a déménagé à Massey en tant que professeur distingué en 2005 et en 2016 a été élu représentant du personnel académique au Conseil universitaire de Massey, l'organe directeur le plus élevé de l'Université.

## Prix et distinctions
Martin est devenu membre de la Société royale de Nouvelle-Zélande (RSNZ) en 1997. En 2001, il a remporté la bourse James Cook de la RSNZ , il a également remporté la médaille Hector de la RSNZ en 2008. Il a été conférencier invité au Congrès international des mathématiciens de 2010. En 2012, il est devenu l'un des premiers fellows de l'American Mathematical Society. Il a été nommé membre étranger de l'Académie finlandaise des sciences et des lettres en 2016.

## Publications (sélection)
- Frederick W. Gehring, Gaven J Martin, and Bruce P. Palka, An Introduction to the Theory of Higher-Dimensional Quasiconformal Mappings, American Mathematical Society, 2017 (ISBN 978-0-8218-4360-4, lire en ligne)
- Tadeusz Iwaniec (en) et Gaven J Martin, Geometric function theory and non-linear analysis, Oxford University Press, 2001 (ISBN 0198509294, lire en ligne)
- Kari Astala, Tadeusz Iwaniec et Gaven J Martin, Elliptic partial differential equations and quasiconformal mappings in the plane, Princeton University Press, 2009 (ISBN 9780691137773, lire en ligne)